# Lepyrodiclis tenera
Lepyrodiclis tenera là loài thực vật có hoa thuộc họ Cẩm chướng. Loài này được Boiss. mô tả khoa học đầu tiên năm 1854.